# Guru Guru
Guru Guru (Гуру Гуру) — один из наиболее значимых и успешных германских музыкальных коллективов, играющих краут-рок. Группа существует с конца 1960-х годов по сей день. Лидер — Мани Ноймайер.
За почти 40 лет существования Guru Guru выпустили свыше 20 альбомов; сумма проданных экземпляров всех релизов вместе взятых превышает 500 тыс. 
Группа отыграла множество концертов, появлялась в фильмах, на радио и телевидении. В 1976 году Guru Guru были первой немецкой группой в известной музыкальной телепередаче Германии «Rockpalast».

## Музыка
Группа Guru Guru была основана в 1968 году под названием The Guru Guru Groove Мани Ноймайером (нем.  Mani Neumeier, ударные) и Ули Трепте (нем. Uli Trepte, бас). Оба музыканта принадлежали к фри-джазовой сцене и оба работали со швейцарской пианисткой Иреной Швейцер (Irène Schweizer). На музыку группы оказала влияние рок-музыка, в частности такие группы и исполнители, как Джими Хендрикс, Фрэнк Заппа, The Who, Rolling Stones и ранние Pink Floyd. 
Guru Guru стали играть то, что вскоре получило название краут-рок. В их музыке соединились драйвовый рок и полная творческая свобода фри-джазовых импровизаций. У Ноймайера свой особенный стиль игры на ударных, и он также известен в европейской джаз-роковой сцене.
Среди друзей Guru Guru такие классики жанра, как Amon Düül, Can и Xhol Caravan, с которыми Guru Guru играли джем-сейшны.
В конце 1960-х — начале 1970-х годов группа придерживалась левых политических взглядов, что отражалось на концертных выступлениях.

## Дискография
- 1970 — UFO
- 1971 — Hinten
- 1972 — Känguru
- 1973 — Guru Guru
- 1973 — Don’t Call Us, We Call You
- 1974 — Dance of the Flames
- 1974 — Der Elektrolurch
- 1975 — Mani und seine Freunde
- 1976 — Tango Fango
- 1977 — Globetrotter
- 1978 — Live
- 1979 — Hey du
- 1981 — Mani in Germany
- 1983 — Mani Neumeiers neue Abenteuer (он же Guru Mani … )
- 1987 — Jungle
- 1988 — Guru Guru 88
- 1988 — Live 72
- 1993 — Shake Well
- 1995 — Wah Wah
- 1996 — Mask (limited edition)
- 1997 — Moshi Moshi
- 1999 — Live 98 (сет из 3 CD)
- 2000 — 2000 Gurus
- 2003 — Essen 1970
- 2005 — In the Guru Lounge
- 2007 — Wiesbaden 1972
- 2008 — PSY
- 2009 — Wiesbaden 1973
- 2011 — Doublebind
- 2013 — Electric Cats

Дискография Мани Ноймайера: см. Мани Ноймайер